# Nguyễn Phương Diện
Nguyễn Phương Diện (sinh năm 1957), là một tướng lĩnh trong Quân đội Nhân dân Việt Nam, hàm Thiếu tướng, nguyên Phó Cục trưởng Cục Tuyên huấn, Tổng cục Chính trị, nguyên Ủy viên Hội đồng Lý luận phê bình văn học Trung ương ; nguyên
Trưởng phòng Tuyên huấn Quân chủng Phòng không- không quân.

## Thân thế và sự nghiệp
Ông sinh năm 1957,quê tỉnh Thái Bình.
Trước năm 2010, ông từng giữ các chức vụ: Trưởng phòng chính trị Tổng công ty Trực thăng Việt Nam (Binh đoàn 18), Trưởng phòng tuyên huấn Quân chủng Phòng không- Không quân.
Năm 2010, được bổ nhiệm giữ chức Phó Cục trưởng Cục Tuyên huấn, Tổng cục Chính trị- Quân đội nhân dân Việt Nam.
Thiếu tướng Nguyễn Phương Diện đại diện Tổng cục Chính trị Quân đội nhân dân Việt Nam, khách mời Chương trình "Chúng tôi là chiến sĩ" trên VTV3.
• Thiếu tướng (2014)
• Nghỉ hưu năm 2017